# 哈巴茲頓 (密西根州)
哈巴茲頓（英語：Hubbardston）是位於美國密西根州克林頓縣萊巴嫩鎮區及愛奧尼亞縣北普萊恩斯鎮區的一個村。

## 人口
根據2020年美國人口普查的數據，哈巴茲頓的面積為3.96平方千米，當中陸地面積為3.76平方千米，而水域面積為0.19平方千米。當地共有人口369人，而人口密度為每平方千米93人。